# We've Only Just Begun
"We've Only Just Begun" är en låt gjord av The Carpenters inspelad 1970.
Låten används i skräckfilmen 1408 där låten automatiskt börjar spela på en klockradio i huvudrollens hotellrum. "We've only just begun" översatt "Vi har bara börjat" menas indirekt med att terrorn huvudrollen kommer utsättas för bara har börjat.